# Arcoscalpellum phrygianum
Arcoscalpellum phrygianum is een rankpootkreeftensoort uit de familie van de Scalpellidae. De wetenschappelijke naam van de soort is voor het eerst geldig gepubliceerd in 1953 door Broch.